# Der Tangospieler (Film)
Der Tangospieler ist ein Spielfilm des DEFA-Studios Babelsberg GmbH in Zusammenarbeit mit der CSM Film-AG aus der Schweiz und dem Westdeutschen Rundfunk Köln (ARD) von Roland Gräf aus dem Jahr 1991 nach der gleichnamigen Erzählung von Christoph Hein aus dem Jahr 1989.

## Handlung
Dr. Hans Peter Dallow wird im Jahr 1968 aus der Haft entlassen, zu der er vor zwei Jahren zu 21 Monaten verurteilt wurde. Er ist Historiker und war vorher Oberassistent an der historischen Fakultät der Leipziger Universität und kann nun bei Entlassung nur mit Mühe seinen Namen schreiben. Für den Vollzugsbeamten ist die Berufsbezeichnung in den Papieren etwas verwirrend, denn die Haft angetreten hat er als Pianist. Nach fast zwei Jahren Abwesenheit findet er seine Wohnung vor, wie er sie verlassen hat, nur stark verstaubt. Sein erster Weg führt ihn zu einem alten Bekannten, den Kellner Harry, in seiner ehemaligen Stammgaststätte. Hier trifft er zufällig auf seinen Anwalt Kiewer, der ihn bei der Gerichtsverhandlung verteidigt hat, den er nur begrüßen will, sowie den mit jenem am gleichen Tisch sitzenden Richter Dr. Berger, der ihn verurteilte und mit dem er ein paar unfreundliche Worte wechselt. An einem der nächsten Tage macht Dallow eine Ausfahrt mit seinem roten Wartburg auf den Straßen im Braunkohlengebiet südlich von Leipzig, um endlich einmal wieder das Gefühl der Schnelligkeit zu fühlen. Nach seiner Rückkehr klingelt sein Telefon und es meldet sich ein Herr Schulze vom Rat der Stadt, der ihn unbedingt persönlich sprechen möchte und ihn für den nächsten Tag zum Amtsgericht bestellt, mit dem Hinweis, dass er keine Wahl habe. Am Abend geht Dallow in eine Bar und lernt hier die 27-jährige Buchhändlerin Elke Schütte kennen, die ihn mit zu sich nach Hause nimmt. Elke hat bereits damit gerechnet, einen Mann mitzunehmen, denn sie hat vorausschauend ihre Tochter Cornelia, die sonst mit ihr in einem Zimmer schläft, auf dem Flur einquartiert. Am nächsten Morgen geht Elke mit ihrer Tochter aus der Wohnung, lässt aber einen Wohnungsschlüssel für Hans Peter da.
Dallow wird bereits vor dem Amtsgericht von Herrn Schulze erwartet, der seinen Kollegen Müller vorstellt. Das allzu auffällige Aufeinandertreffen zweier derart unauffälliger Allerweltnamen löst in Dallow eine gewisse Heiterkeit aus. Gemeinsam gehen sie in ein Büro im Haus und die beiden Herren bieten Dallow an, dass er bereits am nächsten Tag wieder in seiner alten Fakultät mit der Arbeit beginnen könne. Die einzige Bedingung sei, dass er mit ihnen zusammen arbeite und Informationen liefere, doch er lehnt das Angebot ab. Vor der Universität wartet er auf die ehemalige Studentin Sylvia, mit der er einst ein Verhältnis hatte, doch diese hat das Interesse an ihm verloren. Da er nun einmal in der Uni ist, geht er in sein ehemaliges Büro und wird von der Sekretärin sehr herzlich empfangen, nur mit seinem Nachfolger Roessler gibt es unschöne Szenen. Daraufhin geht er nach Hause und betrinkt sich. Dann fährt Dallow erst einmal zu seinen Eltern, die in einem kleinen Dorf im Norden der DDR leben. Die Mutter freut sich über sein Kommen, doch der Vater erklärt, dass er ihn nicht besucht habe, da er seine Füße nicht über eine Gefängnisschwelle setzen wolle, egal welchen Haftgrund es gebe. Hans Peter versichert seinen Eltern, dass er nur im Gefängnis saß, weil er Klavier spielte, was der Vater nicht glaubt. Nach seiner Rückkehr klingeln die Herren Schulze und Müller an seiner Wohnungstür, um nachzufragen, ob er sich inzwischen ihr Angebot überlegt habe. Da er immer noch nicht einwilligt, geben sie ihm zu verstehen, dass sie nicht nur helfen können, sondern auch hinderlich sein können, und verabschieden sich mit der Drohung wiederzukommen.
Mehrere Wochen nach der einen, bei Elke verbrachten Nacht, klingelt er wieder bei ihr, um mit ihr zu schlafen. Erst will sie nicht, doch er kriegt sie rum. Im Bett erzählt er über sein Leben, dass er fast zwei Jahre im Gefängnis war und wie es dazu kam: Im Studentenkabarett erkrankte der Pianist, deshalb begleitete er in Vertretung die Darsteller am Klavier. Diese hatten Texte in ihren Liedern, die einigen Leuten nicht gefallen haben. Das merkte er aber erst, als am nächsten Morgen zwei Uniformierte vor der Tür standen. Das war der alleinige Grund seiner Verhaftung.
Da er nicht zurück in die Universität will, aber es auch ablehnt, jemals wieder als Pianist zu arbeiten, versucht er eine Anstellung als Kraftfahrer zu bekommen. Bei allen Bewerbungen bekommt er allerdings eine Absage, wenn das Gespräch auf seine Inhaftierung kommt. Eines Abends trifft er in seinem Stammlokal wieder seinen Verteidiger und den Richter. Beide bedanken sich bei ihm für die Einladung zur Vorstellung des Studentenkabaretts, welches die gleiche Aufführung wie vor zwei Jahren gespielt hatte. Beide bestätigen, dass sie sich sehr amüsiert hätten, betonen jedoch, dass das nichts an den Entscheidungen von damals ändere, man könne aber daran sehen, dass die Gesellschaft seit dieser Zeit ein ganzes Stück vorangekommen sei. Dr. Dallow kann glaubhaft versichern, die Einladung nicht geschrieben zu haben. Er wird dann heraus bekommen, dass es jemand war, der damals mit ihm zusammen verhaftet wurde. Auf den Richter Dr. Berger ist er so wütend, dass er diesem auflauert und in einem Park fast bis zur Bewusstlosigkeit würgt.
Während einer Feier mit Elkes Freundinnen und Freunden erklärt er diesen auf Nachfrage, dass er nicht mehr als Historiker arbeite, im Knast saß und sich nicht mehr für Politik interessiere, vor allem nicht um die Geschehnisse in Prag. Deshalb wird er von Elke rausgeschmissen, mit der Bemerkung, er könne erst wiederkommen, wenn er sich sortiert habe. Auch seine beiden Herren Schulze und Müller geben nicht auf. Jetzt versuchen sie es damit, ihm Faulenzerei vorzuwerfen. Selbst sein Nachfolger versucht ihn wieder zu überzeugen, in der Fakultät zu arbeiten. Die Idee ist nicht von ihm, sondern von Dr. Berger, gibt er zu und es wäre auch nur eine Assistentenstelle vorgesehen. Um endgültig allen Belästigungen aus dem Weg zu gehen, lernt Hans Peter mit Hilfe seines Kumpels Harry das Kellnern und bewirbt sich für den Sommer in einer Gaststätte auf der Insel Hiddensee. Er wird dort angenommen, will sich bei Elke verabschieden und, da es erneut zum Streit kommt, wieder aus ihrer Wohnung geschmissen.
Dallow lebt und arbeitet sich auf der Insel ein, bis eines Tages Sylvia, die jetzt an der Universität beschäftigt ist, erscheint und ihm eine Geschichte erzählt: Am 21. August diskutierten die Studenten am frühen Morgen aufgebracht über den Einmarsch der Staaten des Warschauer Paktes in Prag. Ihr Dozent war noch ahnungslos und fragte nach der Quelle der Informationen. Die Studenten gaben zu, dies ausschließlich auf westlichen Rundfunksendern gehört zu haben. Der Dozent erklärte, dass sie Opfer einer Provokation geworden seien, denn die sozialistischen Staaten würden eine solche Aktion mit Sicherheit nicht unternehmen. Als ihm die Studenten nach Erscheinen der Tageszeitungen die TASS-Mitteilung zu lesen gaben, verließ er das Seminar und nach ein paar Stunden war er vom Amt suspendiert. Er arbeite jetzt als Assistent und dürfe keine Vorlesungen mehr halten. Die Vermutung Dallows, dass es sich um Roessler handele, wird durch Sylvia bestätigt. Sie sagt auch, dass sie geschickt wurde, um ihn als Nachfolger Roesslers auf seine ehemalige Position an die Fakultät zu holen. Er sagt zu und wird sich dem System anpassen. Am 1. September 1968 unterschreibt Dallow seinen Arbeitsvertrag.

## Produktion
Die Dramaturgie lag in den Händen von Gabriele Herzog, der Musikinterpret am Flügel war Klaus-Peter Hermann. Das DEFA-Studio Babelsberg GmbH (Künstlerische Arbeitsgruppe „Johannisthal“) übernahm die Fertigstellung dieser Co-Produktion.
Der Tangospieler wurde auf Eastman-Color mit Außenaufnahmen in Berlin, Leipzig und der Insel Hiddensee gedreht. Seine Premiere hatte der Film am 18. Februar 1991 während der Internationalen Filmfestspiele im Berliner Kino Zoo Palast, der allgemeine Kinostart begann am 28. Februar 1991 im ebenfalls Berliner Kino International. Die Fernsehpremiere fand am 7. Juli 1993 im 1. Programm der ARD statt.

## Kritik
Reinhard Wengierek stellte in der Neuen Zeit fest, dass Roland Gräf alle Voraussetzungen in der Hand gehabt hatte, einen sehr guten Spielfilm zu machen: eine perfekte Story, eine spannende Dramaturgie, ein pointiertes Drehbuch, ausgezeichnete Schauspieler und einen guten Kameramann. Und doch sei das Ergebnis bloß gut, nicht erstklassig. Statt einer sarkastischen, trockenen Komödie am Rande der Farce inszenierte er eher eine ironische, feucht wehmütige Elegie. Erst in der letzten Viertelstunde bekäme sein Film den der Vorlage angemessenen Drive, aber nie erhalte der Film das rechte Licht.
Günter Sobe von der Berliner Zeitung glaubt bemerkt zu haben, dass der Film vom Publikum nicht angenommen wurde, und meint, dass das an seiner Erzählweise liege. Genau sei nicht genug. Der Realismus sei zu spröde übersetzt und zu karg sei die herkömmliche Filmsprache. Die Musik von Günter Fischer findet er psychologisch ungeschickt, denn sie sollte nicht illustrativ zur Gefühlsunterstützung benutzt werden, sondern kontrapunktisch dagegen gesetzt sein, um das Unwirkliche der Situation zu provozieren. Dadurch würden viel weiträumigere emotionale Wirkungen denkbar.
Für das Lexikon des internationalen Films ist dieser Film eine solide inszenierte und gut gespielte Literaturverfilmung. Der Alltag in der ehemaligen DDR werde detailgetreu, aber auch seltsam befangen geschildert.

## Auszeichnungen
- 1991: Deutscher Filmpreis: Filmband in Silber als bester Film
- 1991: Deutscher Filmpreis: Filmband in Gold für Michael Gwisdek als bester Schauspieler
- 1991: IX. Internationales Filmfestival Bergamo/Italien: 1. Preis – die goldene "Rosa Camuna"